# Sloane Square

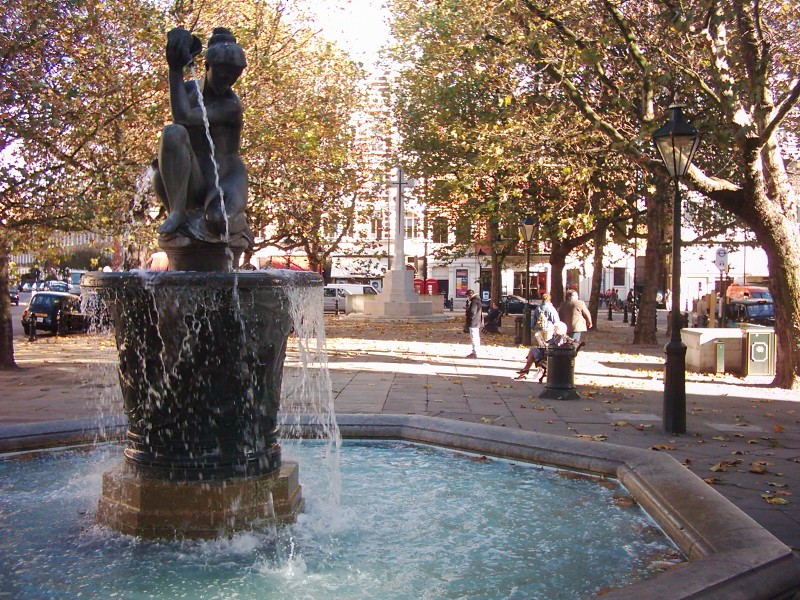
Fontän på Sloane Square

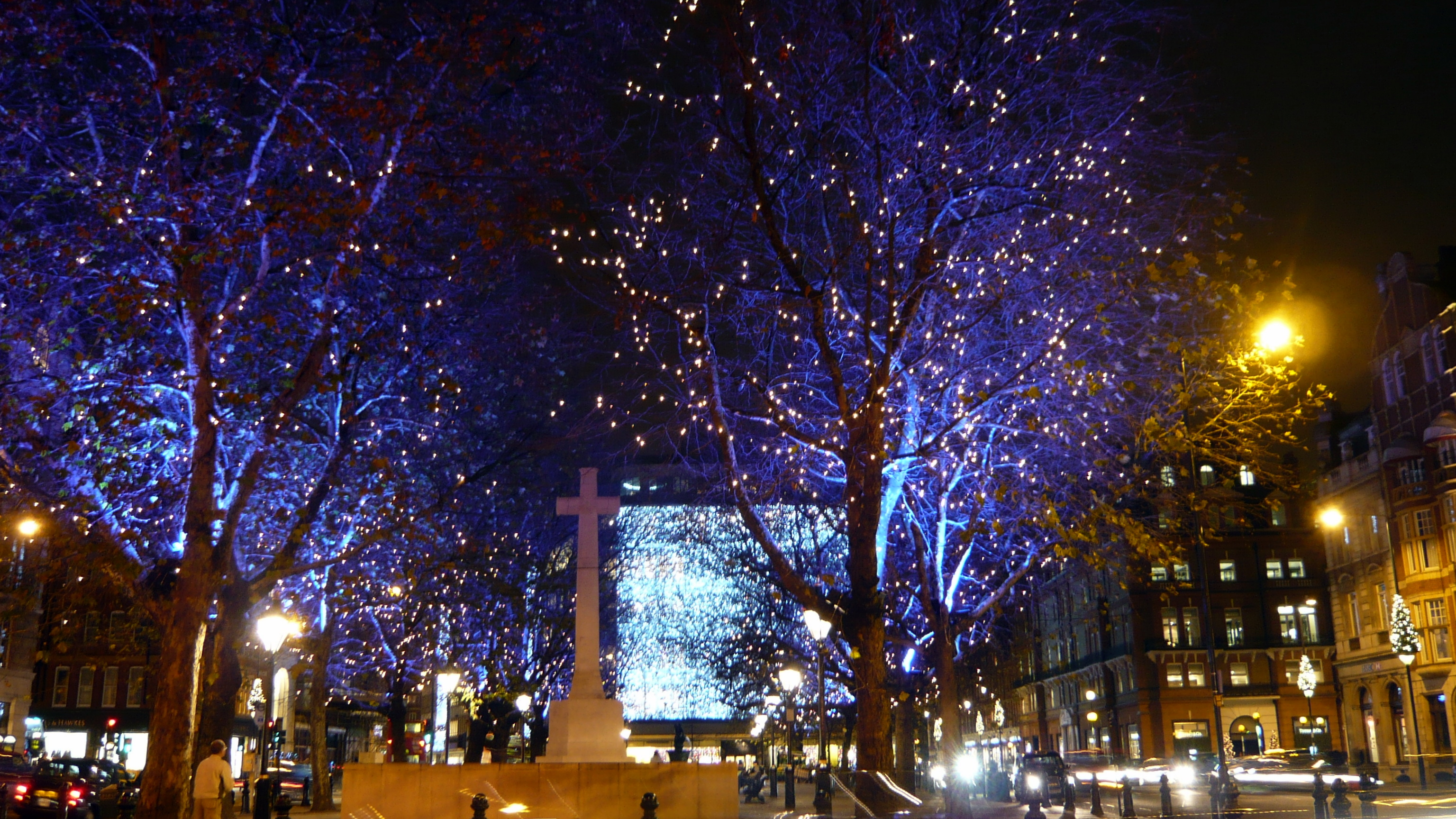
Sloane Square

Sloane Square är ett torg i stadsdelen Chelsea i London. Det är uppkallat efter läkaren och naturaliesamlaren Hans Sloane. Torget ligger i den östra änden av King's Road. Sloane Street slutar här. Vid torget ligger Royal Court Theatre och varuhuset Peter Jones. I närheten ligger tunnelbanestation Sloane Square som trafikeras av Circle line och District line.
Sloane Square nämns i Morrisseys sång Hairdresser on Fire från 1988.
- Källa: Engelska Wikipedia